# Eupterotidae
Eupterotidae là một họ côn trùng thuộc bộ Lepidoptera.

## Hình ảnh

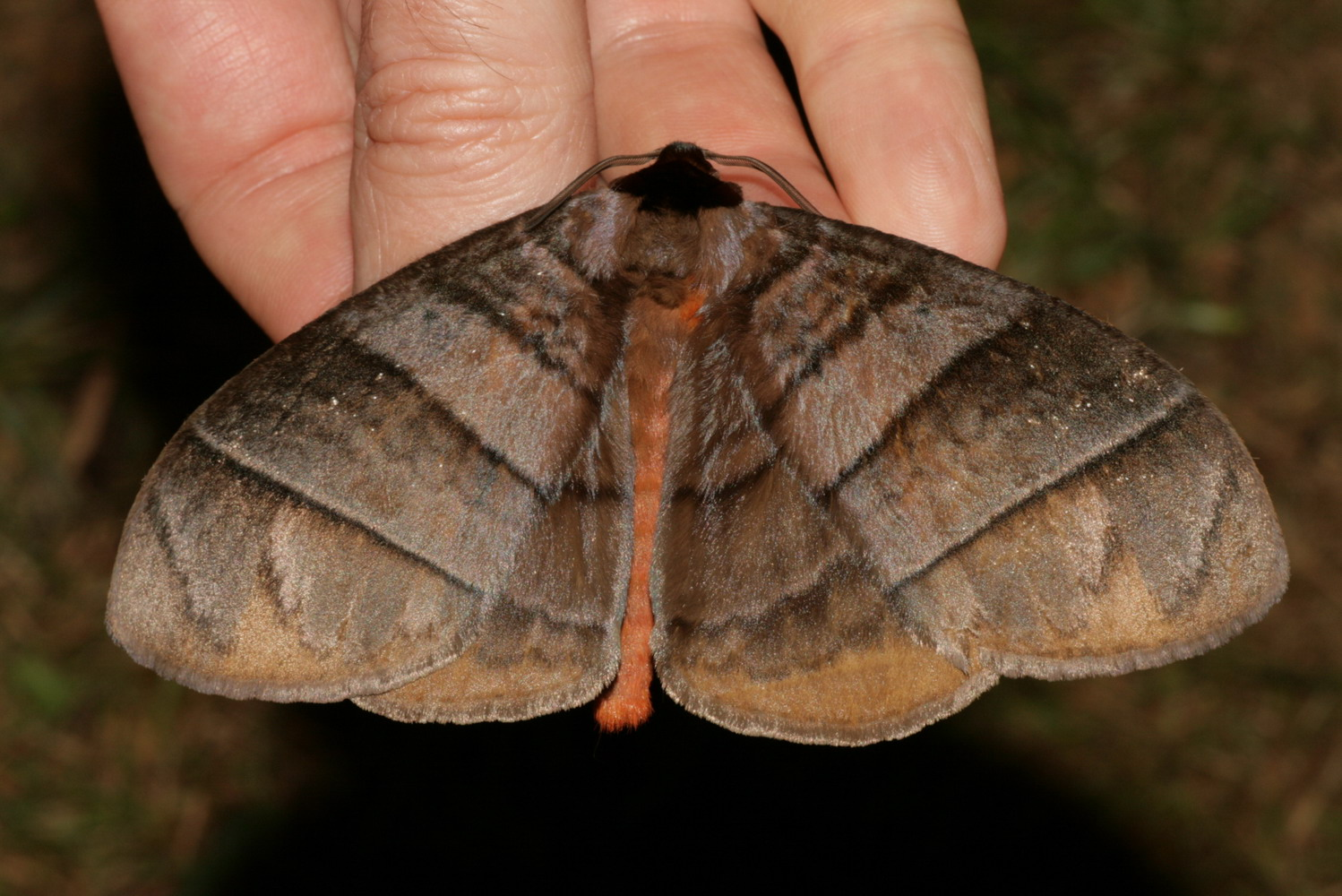
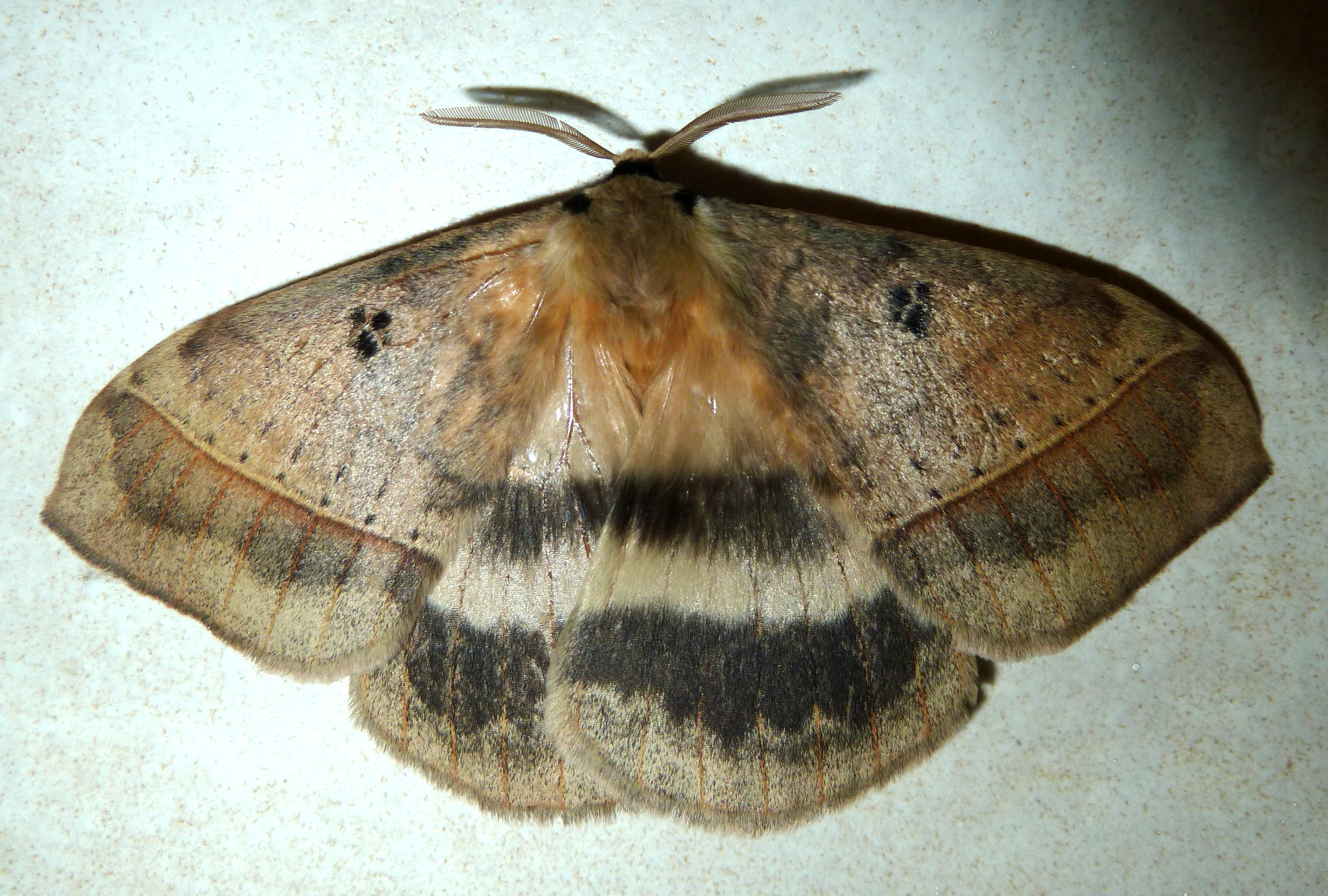
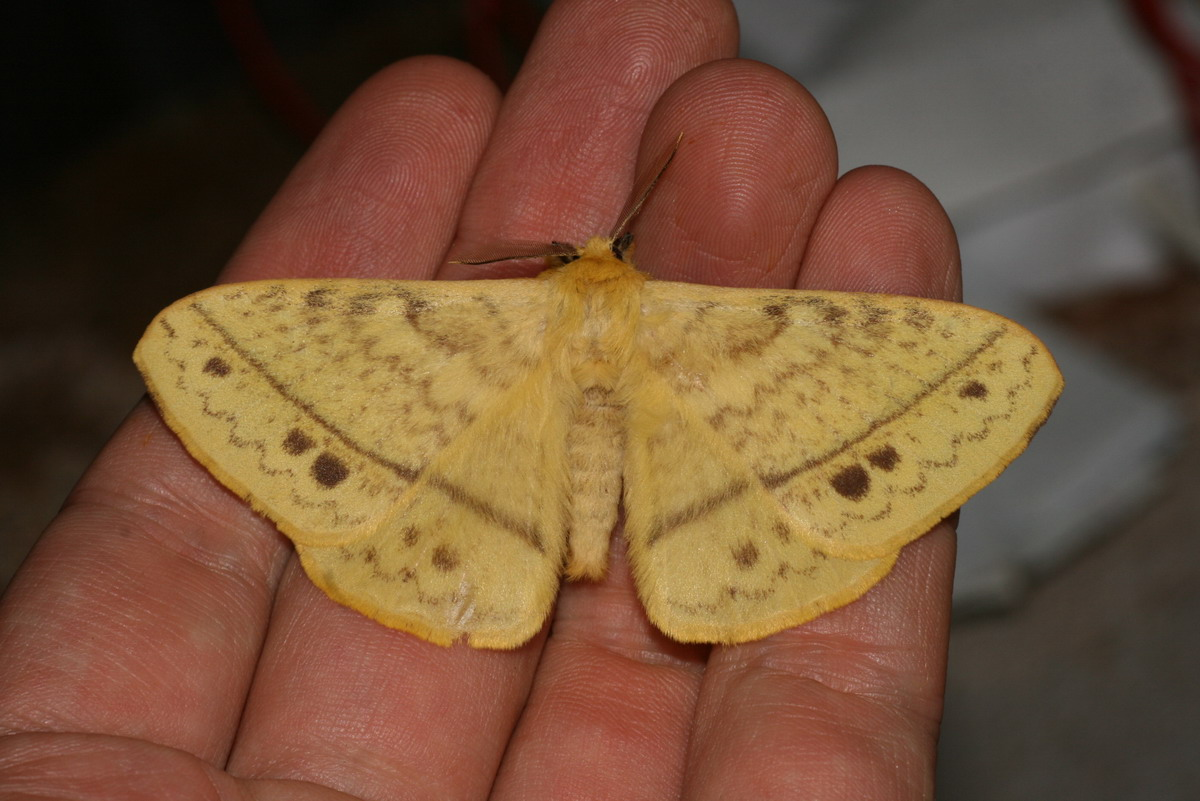
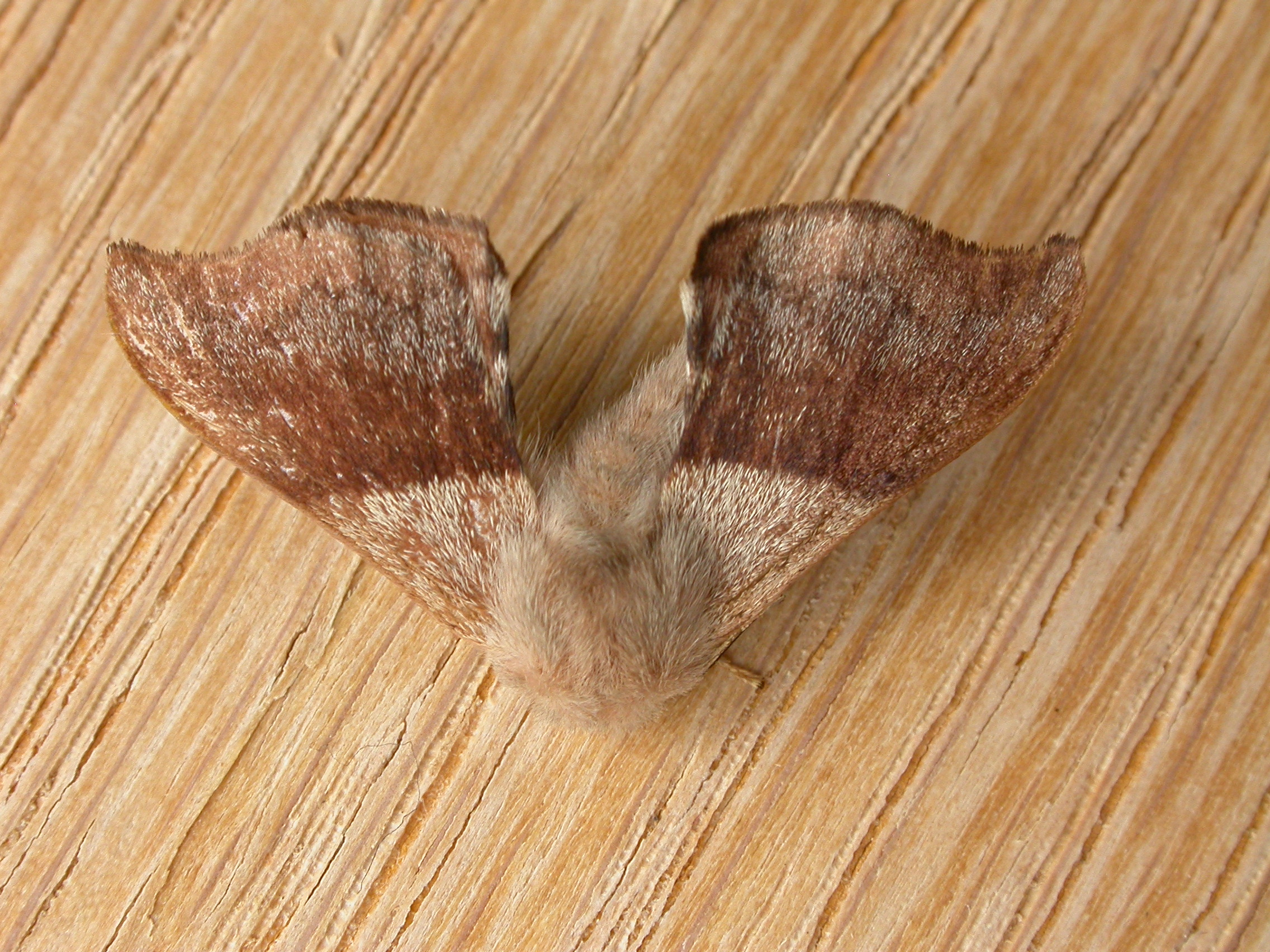

## Các chi
- Acrojana
- Apha
- Apona
- Bantuana
- Brachytera
- Calapterote
- Camerunia
- Catajana
- Cotana
- Cyrtojana
- Dreata
- Drepanojana
- Epicydas
- Epijana
- Euchera
- Eupterote
- Ganisa
- Gastridiota
- Gonojana
- Hemijana
- Heringijana
- Heteromorpha
- Hibrildes
- Hoplojana
- Horanpella
- Hypercydas
- Jana
- Janomima
- Lasiomorpha
- Leptojana
- Lewinibombyx
- Lichenopteryx
- Mallarctus
- Marmaroplegma
- Melanergon
- Melanothrix
- Messata
- Murlida
- Neopreptos
- Nervicompressa
- Nisaga
- Pachyclea
- Pachyjana
- Palirisa
- Panacela
- Pandala
- Paracydas
- Parajana
- Paramarane
- Paraphyllalia
- Phasicnecus
- Phiala
- Phyllalia
- Poloma
- Preptos
- Preptothauma
- Pseudoganisa
- Pseudojana
- Pterocerota
- Pugniphalera
- Rarisquamosa
- Rhabdosia
- Sangatissa
- Sarmalia
- Sarvena
- Schistissa
- Semuta
- Sesquiluna
- Spalyria
- Sphingognatha
- Stenoglene
- Stibolepis
- Striphnopteryx
- Tagora
- Teratojana
- Tissanga
- Trichophiala
- Urojana
- Vianga